# 布盧萊克章克申 (加利福尼亞州)
布盧萊克章克申（英語：Blue Lake Junction）是位於美國加利福尼亞州卡拉韋拉斯縣的一個非建制地區。該地的面積和人口皆未知。

## 地理
布盧萊克章克申的座標為38°15′31″N 120°19′54″W / 38.25861°N 120.33167°W，而該地的平均海拔高度為1250米（即4101英尺）。